# 对位红
对位红（1-((对硝基苯基)偶氮)-2-萘酚，C
16H
11N
3O
3）是一种偶氮染料，通常被用于纺织物的染色，也被用于生物学试验中的染色。
对位红的结构与苏丹一号相似，只是在苯基偶氮对位增加了一个硝基，主要染色原理和毒性也与苏丹一号相似。对位红是1870年代发现的一系列最早的单偶氮酸性染料之一，它可以将纺织物的纤维素染色为明亮的红色，但是不够牢固。
在英国，自1995年起它被禁止加入到食品中。2005年4月15日，英国食品标准署（FSA）发出警告，称美国通用磨坊食品公司（General Mills）生产的Old El Paso牌辣味墨西哥菜及墨西哥玉米煎饼中含有对位红染料，提醒消费者食用该类商品可能有潜在致癌风险。